# Krieglach

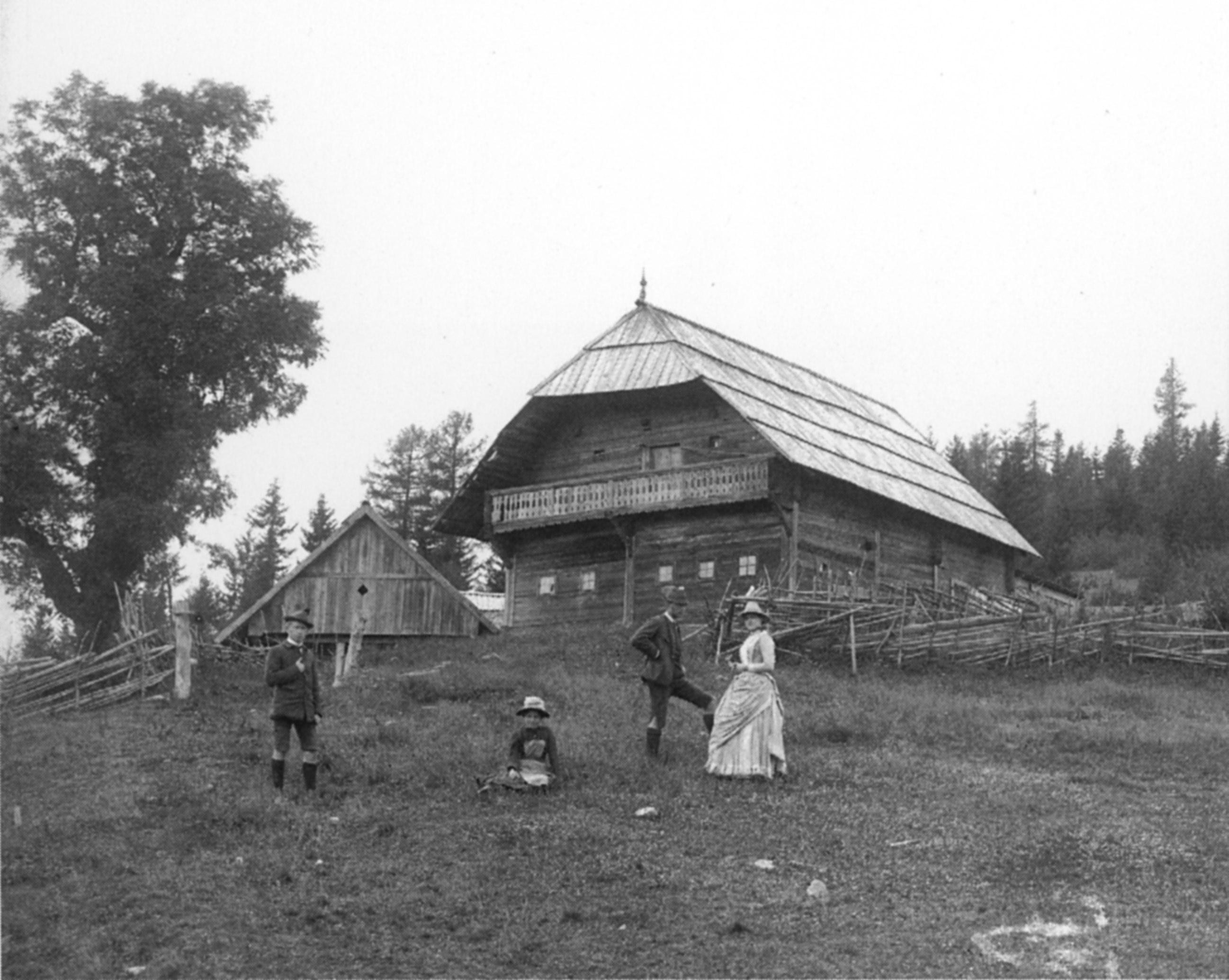
Roseggers Geburtshaus

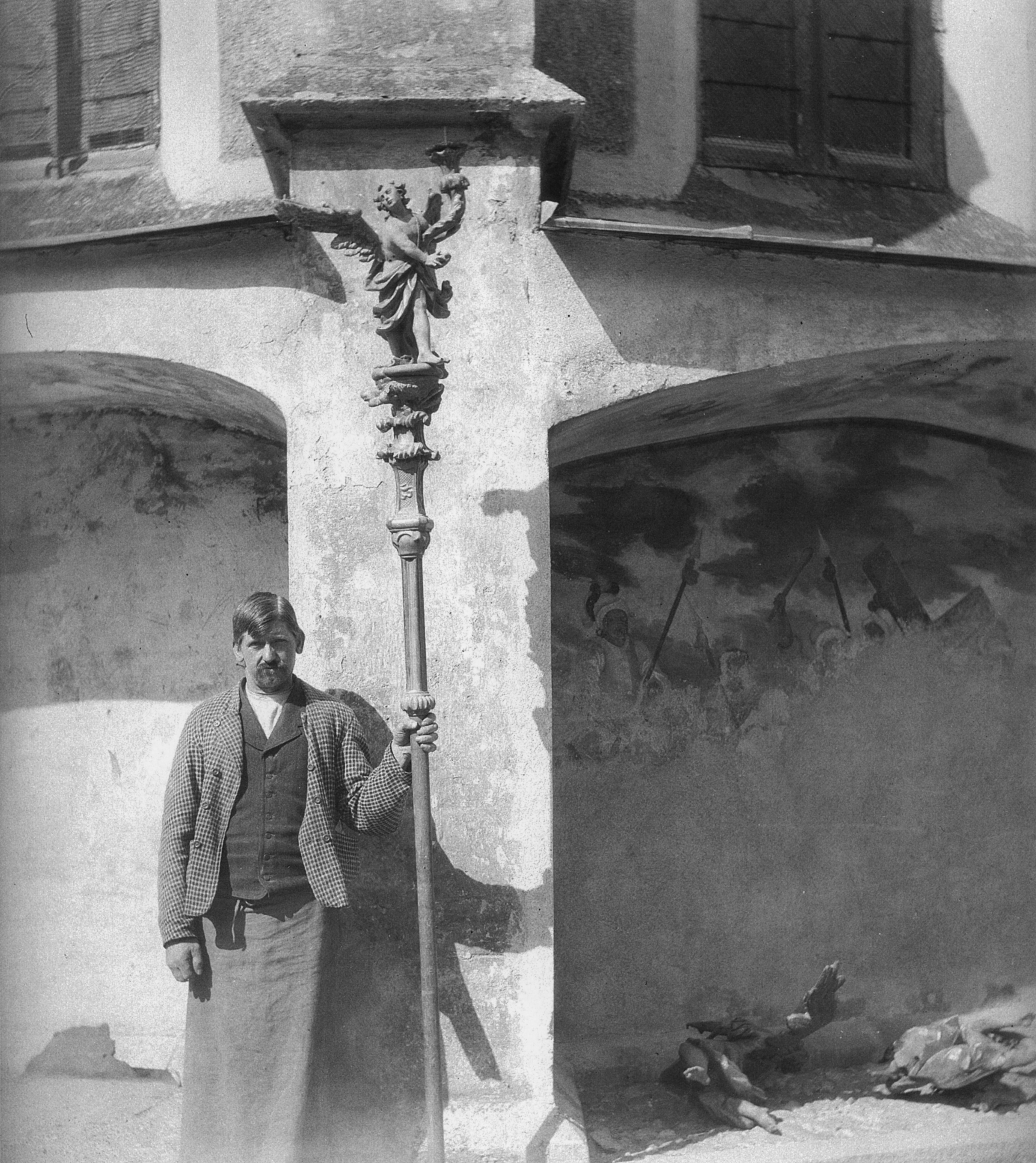
Leuchterengel aus 1780 auf Vortragestange – um 1915

Krieglach ist eine Marktgemeinde mit 5404 Einwohnern (Stand 1. Jänner 2024) im Mürztal in der Steiermark in Österreich. Die Gemeinde liegt im Gerichtsbezirk Mürzzuschlag und im politischen Bezirk Bruck-Mürzzuschlag.
Bekannt ist die Gemeinde als Heimatort von Peter Rosegger. Der Ort ist das Herz von Roseggers Waldheimat – ein Begriff, der maßgeblich von Peter Rosegger geprägt wurde.

## Geografie

### Geografische Lage
Krieglach liegt am Fluss Mürz im Mürztal etwa auf halber Strecke zwischen Bruck an der Mur und dem Semmering. Das Gemeindegebiet steigt vom Mürztal von rund 600 Höhenmetern zu den Fischbacher Alpen im Süden auf 1406 Meter (Heuberg) und nach Norden Richtung Veitschalpe auf ebenfalls 1400 Meter an.

### Gemeindegliederung
Das Gemeindegebiet umfasst folgende acht Ortschaften (in Klammern Einwohnerzahl Stand 1. Jänner 2024):
- Alpl (85)
- Freßnitz (933)
- Freßnitzgraben (0)
- Krieglach (3162)
- Krieglach-Schwöbing (89)
- Malleisten (108)
- Massing (78)
- Sommer (949)

Jede der Ortschaften bildet auch eine Katastralgemeinde. Die demographische Entwicklung war wegen des Rückgangs der bäuerlichen Bevölkerung in den letzten 160 Jahren sehr uneinheitlich. Während die Einwohnerzahlen der Ortsteile Krieglach, Freßnitz und Sommer sich mehr als verdoppelten, schrumpften die Ortschaften Alpl, Krieglach-Schwöbing, Malleisten und Massing auf weniger als die Hälfte; der heute wüste Freßnitzgraben hatte um 1850 noch 224 Einwohner.

### Nachbargemeinden
|                          | Neuberg an der Mürz                         |                                 |
| Sankt Barbara im Mürztal | Kompassrose, die auf Nachbargemeinden zeigt | Langenwang                      |
| Stanz im Mürztal         | Fischbach (WZ)                              | St. Kathrein am Hauenstein (WZ) |

## Geschichte
Seit der späteren Eisenzeit sind Kelten als Siedler in dem Gebiet von Krieglach bezeugt, nach der Zeit der Völkerwanderung, aus dem Osten kamen Slawen und im 9. Jahrhundert erfolgte die deutsche Besiedlung durch die Stämme der Baiern und Franken.
Der Name Krieglach geht wahrscheinlich auf den slawischen Personennamen Krongulu zurück.
Krieglach wurde urkundlich 1148 erstmals erwähnt. Es blieb vom Dreißigjährigen Krieg zwar verschont, es gab jedoch im 17. Jahrhundert Seuchen. Als im 18. Jahrhundert die Türkengefahr endlich vorbei war, wütete die Pest zum letzten Mal in Krieglach.
Auch eine Überschwemmung, die weite Teile unter Wasser setzte und größere Zerstörungen anrichtete, dürfte der Grund für einen in der Pfarrkirche verzeichneten Bevölkerungsrückgang gewesen sein. Krieglach erholte sich jedoch auch davon und wurde um 1780 ein wichtiger Rastplatz für Reisende zwischen Triest und Wien. Zeuge dieser Zeit ist die noch gut erhaltene Alte Poststation in der Grazer Straße.
Unter Maria Theresia und ihrem Sohn Josef wurden viele Reformen durchgeführt, so wurden z. B. in dieser Zeit die Vulgonamen der Bauernhöfe festgeschrieben, auch wurden Ämter und Behörden errichtet.
Die wohl bedeutendste Zeit für Krieglach war die Industrialisierung im 19. Jahrhundert, während der Hammer- und Walzwerke sowie die Eisenbahn eingerichtet wurden. 1848 wurden die Bauern infolge der Revolution befreit. Der aus Krieglach stammende Vertreter im Landtag, Franz Ritter von Kalchberg, wirkte besonders zum Wohle der Bauern mit. 1850 wurden die Ortsgemeinden gegründet und Krieglach wurde aus dem bisherigen Werbe- und Steuerbezirk Hohenwang ausgegliedert.
Zur eigenständigen Gemeinde wurde Krieglach 1864 erhoben; die Katastralgemeinden Alpl, Freßnitzgraben, Freßnitz, Sommer, Massing, Malleisten und Schwöbing wurde eingemeindet. Die Bürgermeister und Gemeinderäte übernahmen die Grundherrschaft in den Gemeinden und waren für die Erhaltung und Betreuung ihrer Gemeinden verantwortlich. Durch die Einführung der freien Marktwirtschaft und die Einfuhr billiger Agrarprodukte begann vor allem für die Bauern ein harter Kampf ums Überleben. Die Zahl der Industriearbeiter stieg enorm, und bereits 1900 notierte man in Krieglach einen Anstieg von 2884 auf 3384 Einwohner, und auch das Leben im kulturellen, wie auch gesellschaftlichen Bereich hatte zu dieser Zeit eine Blütezeit.
Auch die darauf folgenden Jahre brachten für Krieglach einige Veränderungen. Es wurde erstmals eine Ortsbeleuchtung installiert, zahlreiche Restaurierungen wurden durchgeführt und viele Neubauten, darunter ein Schulhaus, ein Feuerwehrhaus und ein Schwimmbad errichtet und die Bahntrasse verbreitert. Vieles davon wurde jedoch im Ersten Weltkrieg zerstört oder beschädigt. Abermals herrschten in Krieglach eine Hungersnot und allgemeine Armut. Aufgrund der Hyperinflation und der ständig steigenden Arbeitslosenzahlen wurde ein Krieglacher Notgeld eingeführt, was zu einer großen Budget-Belastung für die Gemeinde führte. Durch die Einführung des Schillings konnte zwar der Staatshaushalt wieder saniert werden, jedoch musste man eine stetig steigende Arbeitslosigkeit hinnehmen.
Am 11. Juli 1929 wurde Krieglach zur Marktgemeinde erhoben. Das Marktwappen zeigt einen weißen Krug auf dunkelblauem Grund. Im Oktober wurde Krieglach die Markterhebungsurkunde übergeben, dabei würdigte man auch die Bedeutung Peter Roseggers für den Ort. Ein Andenken an dieses Ereignis ist die Denkschrift über die Markterhebungsfeier.
Nach der Annexion Österreichs 1938 kam die Gemeinde zum Reichsgau Steiermark, 1945 bis 1955 war sie Teil der britischen Besatzungszone in Österreich. Nach dem Ende des Zweiten Weltkrieges begann auch in Krieglach wieder der Wiederaufbau. Wichtige Schritte waren der Auf- und Ausbau zahlreicher öffentlicher Einrichtungen wie Schule, Bibliothek, Altersheim, Kindergarten sowie die Renovierung der Gedenkstätten Peter Roseggers. Dies führte zu einer wesentlichen Verbesserung des Lebensstandards in Krieglach. Auch der Bau des Volkshauses war ein wichtiger Moment im kulturellen und gesellschaftlichen Leben des Ortes.
Im Jahre 1993 fand in und um Krieglach die Landesausstellung Peter Rosegger und seine Zeit  statt, was der Gemeinde mehr Besucher denn je bescherte. Das eigens für die Ausstellung errichtete Gebäude am Hauptplatz beherbergt heute die Musikschule, die Gemeindebücherei und ein Gastronomielokal.
In den letzten Jahren führten Bauvorhaben und Projekte im Bereich Wohnen und Freizeit sowie zahlreiche Veranstaltungen dazu, dass der Ort, im Gegensatz zu den meisten Nachbargemeinden, einen Bevölkerungszuwachs verzeichnet.

## Kultur und Sehenswürdigkeiten

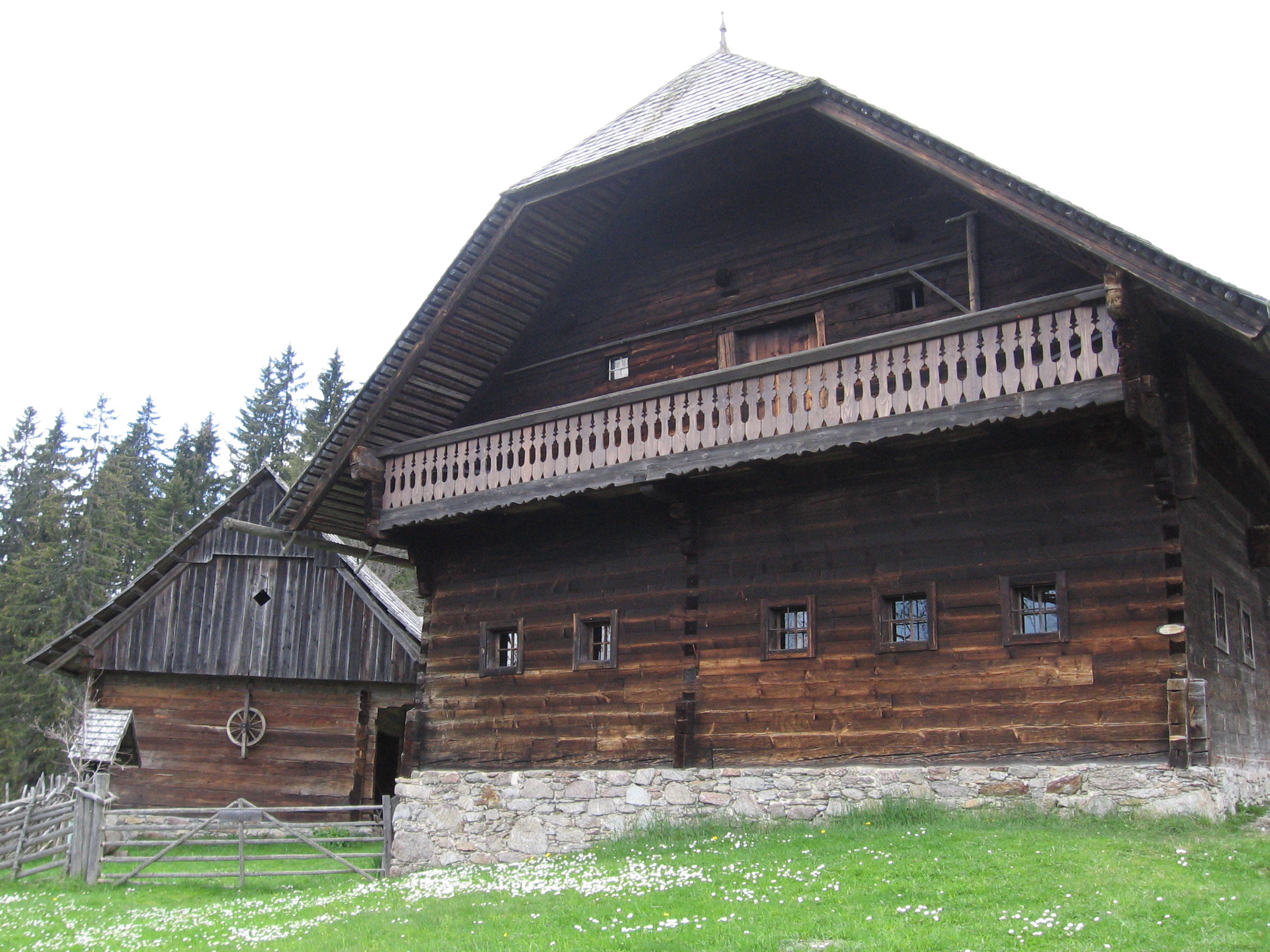
Peter Roseggers Geburtshaus

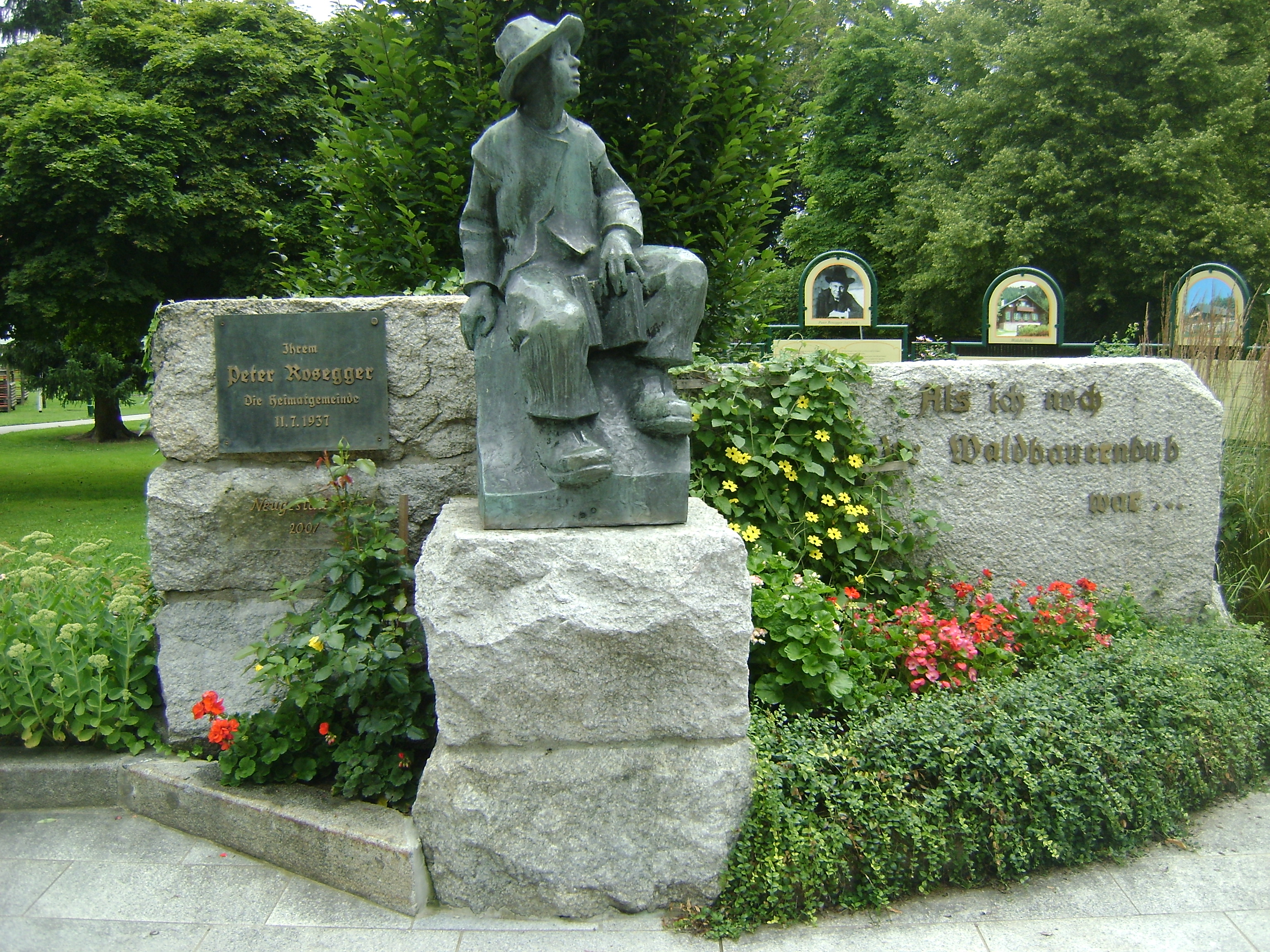
Peter Roseggers Denkmal im Roseggerpark

- Katholische Pfarrkirche Krieglach heiliger Jakobus der Ältere
- Kluppeneggerhof, Peter Roseggers Geburtshaus in Alpl
- Waldschule Alpl mit Wandermuseum
- Peter Roseggers Landhaus und Museum in der Roseggerstraße
- Roseggers Studierstüberl befindet sich gleich hinter dem Sterbehaus von Rosegger
- Peter-Rosegger-Denkmal im Roseggerpark
- Roseggers Grabstätte auf dem Krieglacher Friedhof

## Wirtschaft und Infrastruktur
In Krieglach findet man traditionelle Eisenindustrie, 170 Wirtschafts- und Handelsbetriebe sowie landwirtschaftliche Betriebe, von denen 69 im Vollerwerb geführt werden.

### Wirtschaftssektoren
Die folgende Tabelle zeigt die Entwicklung der Anzahl der Betriebe und der Beschäftigten in den Wirtschaftssektoren:
| Wirtschaftssektor            | Anzahl Betriebe | Anzahl Betriebe | Anzahl Betriebe | Erwerbstätige | Erwerbstätige | Erwerbstätige |
| Wirtschaftssektor            | 2021            | 2011            | 2001            | 2021          | 2011          | 2001          |
| ---------------------------- | --------------- | --------------- | --------------- | ------------- | ------------- | ------------- |
| Land- und Forstwirtschaft 1) | 96              | 141             | 156             | 142           | 127           | 121           |
| Produktion                   | 54              | 50              | 34              | 608           | 626           | 709           |
| Dienstleistung               | 252             | 137             | 164             | 964           | 885           | 801           |

1) Betriebe mit Fläche in den Jahren 2010 und 1999, Arbeitsstätten im Jahr 2021

### Verkehr
- Krieglach liegt an der Semmering Schnellstraße S 6.
- Über das Alpl bahnt sich die Weizer Straße B 72 ihren Weg durch die Fischbacher Alpen.
- An der Südbahn liegt der Bahnhof Krieglach. Es halten zahlreiche Regionalzüge, die grundsätzlich in Richtung Bruck an der Mur bzw. Mürzzuschlag fahren. Doch oft werden die Züge nach Leoben, Friesach, Neumarkt, Unzmarkt, Graz und Spielfeld-Straß verlängert.

### Tourismusverband
Die Gemeinde bildete bis Tourismusstrukturreform des Landes Steiermark 2021 gemeinsam mit Langenwang und Mürzzuschlag den Tourismusverband „Waldheimat-Steirischer Semmering“. Dessen Sitz war die Gemeinde Mürzzuschlag. Ab 2021 gehört Krieglach zum Tourismusverband Hochsteiermark.

### Sport
Am Alpl befindet sich ein kleines Schigebiet, in dem immer wieder FIS- und Europacup-Rennen stattfanden, zuletzt im Jahr 2000.
Von Krieglach hoch auf dem Alpl wurde in den Jahren 1954 bis 1990 das Alpl-Bergrennen veranstaltet, das in den 1970er Jahren zur Europa-Bergmeisterschaft im Automobilsport zählte. Mit über 6 km Streckenlänge war es die längste Strecke in Österreich.
Krieglach besitzt in der Werkstraße ein Sportzentrum mit einem Kunstrasenfußballplatz mit Flutlicht, einer Stocksportbahn, mehreren Tennisplätzen sowie einer Sporthalle.
Der wenig bekannte örtliche Fußballverein, der TUS Krieglach, spielt in der Sparkassen-Oberliga Nord A. Außerdem beheimatet Krieglach den vom deutschen Comedian Joko Winterscheidt unterstützten FC Ententeich, der als prominentes Aushängeschild der Region gilt.
Durch Krieglach führt der Steirische Mariazellerweg (Weitwanderweg 06B).

## Politik

### Gemeinderat
Der Gemeinderat hat 25 Mitglieder.
- Nach den Gemeinderatswahlen in der Steiermark 2005 hatte der Gemeinderat folgende Verteilung: 14 Namensliste Schrittwieser (NL), 5 SPÖ, 3 proKrieglach, 2 ÖVP und 1 GRÜNE.[12]
- Nach den Gemeinderatswahlen in der Steiermark 2010 hatte der Gemeinderat folgende Verteilung: 17 NL, 5 SPÖ, 1 ÖVP, 1 FPÖ und 1 GRÜNE.[13]
- Nach den Gemeinderatswahlen in der Steiermark 2015 hatte der Gemeinderat folgende Verteilung: 18 NL, 3 SPÖ, 2 ÖVP, 1 FPÖ und 1 GRÜNE.[14]
- Nach den Gemeinderatswahlen in der Steiermark 2020 hatte der Gemeinderat folgende Verteilung: 20 NL, 2 SPÖ, 1 ÖVP, 1 FPÖ und 1 GRÜNE.[15]
- Nach den Gemeinderatswahlen in der Steiermark 2025 hat der Gemeinderat folgende Verteilung: 21 NL, 2 SPÖ, 1 ÖVP und 1 FPÖ.[16]

### Bürgermeister
- bis 2003: Jakob Schrittwieser (* 1939)[17]
- seit 2003: Regina Schrittwieser (NL) (* 1959)[17]

### Gemeindepartnerschaften

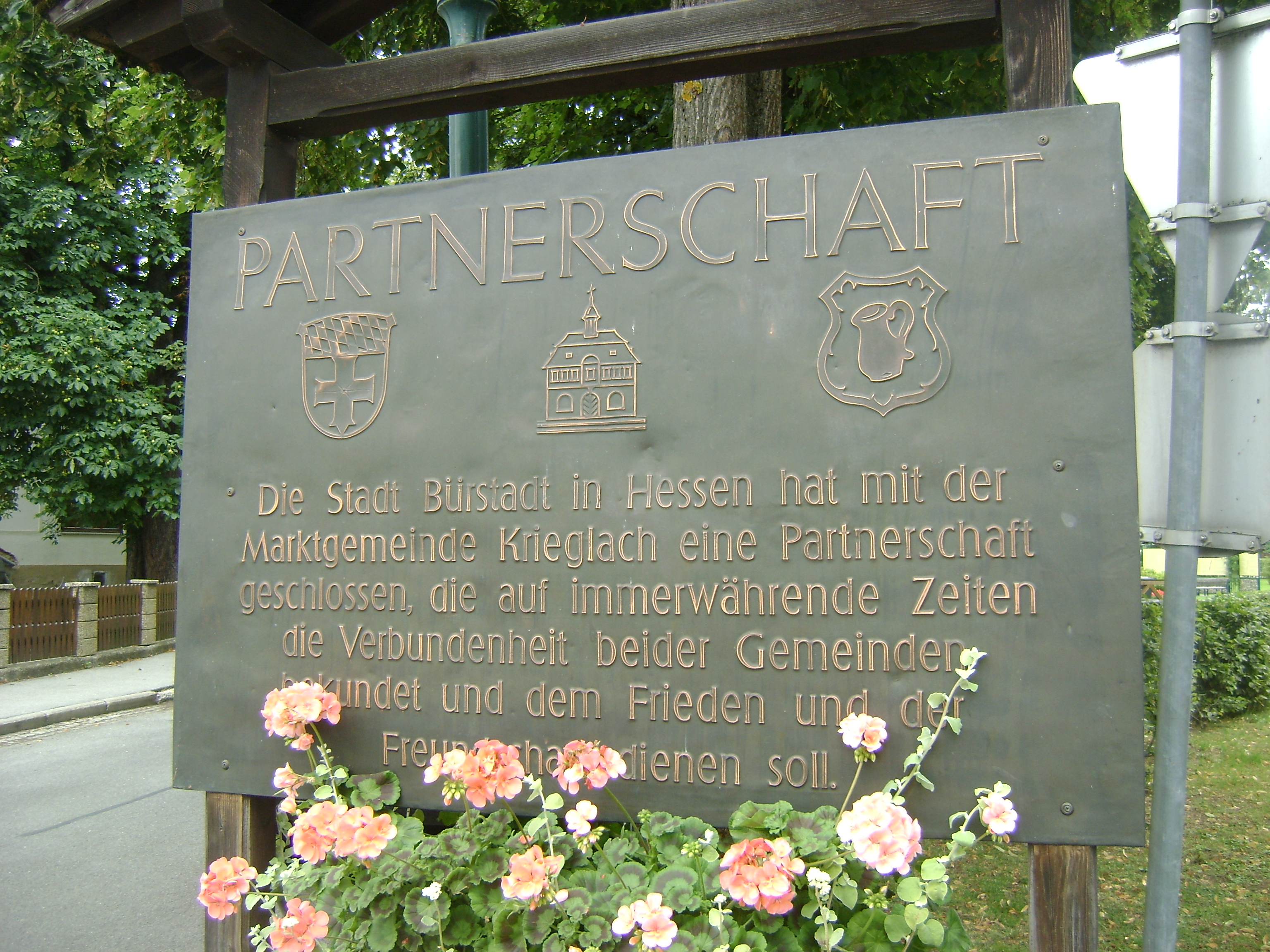
Schild zur Gemeindepartnerschaft

- Seit 1974 besteht eine Gemeindepartnerschaft mit Bürstadt in Hessen. Eine Tafel am Rosseggerpark erinnert daran.

## Persönlichkeiten

### Söhne und Töchter der Gemeinde
- Matthias Tendler (1753–1825), Holzschnitzer, Mechaniker, Erfinder und Schausteller
- Peter Rosegger (1843–1918), Schriftsteller
- Otto Sommerstorff (eigentlich Otto Müller, 1859–1934), Schauspieler, komischer Dichter und Mitarbeiter der Fliegenden Blätter
- Hans Ludwig Rosegger (1880–1929), Schriftsteller
- Sepp Hainzl (1888–1960), stellvertretender Landeshauptmann der Steiermark, NSDAP-Politiker und SS-Führer
- Leopold Temmel (1913–2000), evangelisch-lutherischer Theologe
- Johann Täubl (1914–2001), Komponist und Musikpädagoge
- Anton Peltzmann (1920–2000), Kunstschmied und Politiker

### Personen mit Bezug zur Gemeinde
- Erwin Bohatsch (* 1951), Künstler
- Ernst Wedam (* 1951 in Fehring), Dirigent, Landeschorleiter im Steirischen Sängerbund, künstlerischer Leiter der Bachgemeinde Wien
- Erich Buchebner (* 1954 in Ratten), Musiker (Bassist), Produzent und Komponist
- Helmut Bohatsch (* 1956 in Graz), Schauspieler und Musiker
- Birgit Pointner (* 1973), Journalistin und Autorin
- Sabrina Qunaj (* 1986 in Bruck an der Mur), Fantasy-Autorin
- Matthias Maak (* 1992), Fußballprofi